# 马默拉德区
马默拉德区（法語：Marmelade，發音：[maʁməlad] ⓘ），是海地阿蒂博尼特省的區，位於該國西部，面積722.7平方公里，海拔高度524米，2015年人口188,568，人口密度每平方公里260.9人。